# 武藤好貴
武藤 好貴（むとう よしたか、1987年7月22日 - ）は、北海道札幌市南区出身の元プロ野球選手（投手）。右投右打。
JR北海道硬式野球部を経て、2012年から2017年まではNPBの東北楽天ゴールデンイーグルスに所属。2018年シーズンからは、クラブチームに鞍替えした古巣のJR北海道硬式野球クラブでプレーを続けていた。

## 経歴

### プロ入り前
小学4年生の頃から野球を始める。中学時代は、軟式野球部に所属し内野手としてプレー。
札幌藻岩高校に進学し、投手に転向。2年生の時からエースとなり、秋には北海道大会決勝に進出し、田中将大擁する駒大苫小牧高校に敗れ準優勝。3年生の夏は南北海道予選の札幌支部予選2回戦で敗退し、甲子園出場は果たせなかった。
高校卒業後は、愛知大学野球連盟に加盟する中京大学に進学。野球部では3年次までは主に抑え、4年次から先発として活躍。4年次の春にはエースとしてリーグ最多5勝、リーグ1位となる防御率0.89の好成績を挙げ、同校10季振りの優勝に貢献し、自身はMVPとベストナインを受賞した。リーグ戦通算12勝6敗。
大学卒業後は、JR北海道に入社。野球部では1年目の春から公式戦に出場。第81回都市対抗野球大会の2次予選では、3試合中2試合に先発で起用され2勝、合計15回16奪三振1失点の好成績を残し代表権獲得に貢献。本戦では、初戦の三菱重工名古屋戦で先発し、6回2安打6奪三振でソロ本塁打による1失点のみと好投したが、チームが2安打完封負けを喫し初戦敗退となった。秋の第37回社会人野球日本選手権大会は、同チーム創部102年目にして初の初戦突破を果たしベスト8に進出。初戦のJFE西日本戦では、7安打完封勝利を挙げている。
2年目は、第82回都市対抗野球大会の1次予選のウイン北広島戦で、7回コールドの参考記録ながら12奪三振1四球でノーヒットノーランを達成。しかし、同社の不祥事による野球部活動自粛で予選を途中で辞退。公式戦登板は、この1試合のみに留まった。
2011年のNPBドラフト会議で東北楽天ゴールデンイーグルスから1巡目で指名。契約金9,000万円、年俸1,500万円（金額は推定）に出来高分を加えた条件で入団した。背番号は34。

### 楽天時代
2012年には、春季キャンプのスタートを二軍で迎える予定だったが、直前に一軍キャンプへの参加が決まった。一軍公式戦では、9試合の登板で防御率5.14をマーク。しかし、シーズンを通じて投球フォームが安定しなかったため、秋季キャンプではフォーム改造に取り組んだ。
2013年には、イースタン・リーグ公式戦12試合に登板。しかし、0勝1敗、防御率8.87と振るわず、一軍公式戦への登板機会はなかった。
2014年には、一軍公式戦14試合に登板したが、防御率が6.75にまで達した。
2015年には、自身初の開幕一軍入りを果たした。開幕後にいったん二軍に降格したが、4月16日に再び昇格してからは一軍に定着した。5月には、9日の対福岡ソフトバンクホークス戦（福岡ヤフオク!ドーム）で一軍公式戦初セーブ、12日のオリックス・バファローズ戦（京セラドーム大阪）で一軍公式戦初勝利をマーク。7月までは、主にビハインドの局面で登板しながら、防御率が2点台の中盤で安定していた。8月に月間防御率5.54、9月に15.26を記録するなど調子を落としたが、チームのレギュラーシーズン最終戦であった10月6日の対千葉ロッテマリーンズ戦（楽天Koboスタジアム宮城）でシーズン60試合登板を達成した。4勝4敗1セーブ8ホールドと自己最高の記録を残す一方で、右肘の痛みに悩まされたことから、シーズン終了後には右肘のクリーニング手術を受けた。
2016年には、二軍春季キャンプでの調整を経て、3月中旬のオープン戦から一軍へ合流する予定だった。しかし、合流直前の3月上旬に右肘痛が再発した影響で、一軍公式戦の登板は2試合にとどまった。
2017年には、一軍公式戦への登板がなく、10月1日に球団から戦力外通告を受けた。

### 楽天退団後
2017年から活動しているJR北海道硬式野球クラブに、2018年1月1日付で加入。チームの母体が2011年まで所属していたJR北海道の硬式野球部にある（詳細後述）ことから、事実上7年振りに古巣への復帰を果たした。2019年限りで競技から引退し、現在はJR北海道の社業に専念している。

## 選手としての特徴
アーム式投法から最速147km/hのストレートに、真上から投げ下ろす変化球が武器。変化球は、スライダー・カットボール・フォークを投げる。しかし、楽天への入団直後に一軍監督だった投手出身の星野仙一に肘や腕の振り方を指摘されたことから、入団2年目までは投球フォームの改造を繰り返した。3年目にアマチュア時代のフォームに戻したところ、自身初の開幕一軍入りを皮切りに、一軍公式戦で自己最高の成績を残した。
楽天に入団してから2年間チームメイトであった田中将大を、投手としての目標に掲げている。高校2年時には、当時田中が在籍していた駒大苫小牧高校との対戦も経験している。田中はこの試合に捕手として出場していたため、武藤曰く「当時は（田中の存在を）特に意識していなかった」とのこと。しかし、兵庫県出身の田中が道内の高校から入団した楽天で成長する姿を見るうちに、意識が変わったという。

## 人物
楽天からドラフト会議で指名された時点では、JR北海道の職員として白石駅に勤務していたため、指名直後の記者会見には駅員の制服姿で臨んだ。同社硬式野球部は2016年限りで廃部となった（クラブチームへ移行）ため、武藤は同部OBで最後のNPB選手になった。
楽天2年目の2013年1月1日に、8歳年上の女性と結婚した。

## 詳細情報

### 年度別投手成績
| 年 度     | 球 団     | 登 板 | 先 発 | 完 投 | 完 封 | 無 四 球 | 勝 利 | 敗 戦 | セ 丨 ブ | ホ 丨 ル ド | 勝 率 | 打 者 | 投 球 回 | 被 安 打 | 被 本 塁 打 | 与 四 球 | 敬 遠 | 与 死 球 | 奪 三 振 | 暴 投 | ボ 丨 ク | 失 点 | 自 責 点 | 防 御 率 | W H I P |
| --------- | --------- | ----- | ----- | ----- | ----- | -------- | ----- | ----- | -------- | ----------- | ----- | ----- | -------- | -------- | ----------- | -------- | ----- | -------- | -------- | ----- | -------- | ----- | -------- | -------- | ------- |
| 2012      | 楽天      | 9     | 0     | 0     | 0     | 0        | 0     | 0     | 0        | 0           | .---  | 59    | 14.0     | 10       | 0           | 8        | 0     | 0        | 10       | 1     | 0        | 9     | 8        | 5.14     | 1.29    |
| 2014      | 楽天      | 14    | 0     | 0     | 0     | 0        | 0     | 0     | 0        | 0           | .---  | 85    | 18.2     | 17       | 3           | 10       | 0     | 1        | 13       | 1     | 0        | 14    | 14       | 6.75     | 1.45    |
| 2015      | 楽天      | 60    | 0     | 0     | 0     | 0        | 4     | 4     | 1        | 8           | .500  | 316   | 69.2     | 83       | 5           | 29       | 0     | 5        | 38       | 3     | 0        | 35    | 34       | 4.39     | 1.61    |
| 2016      | 楽天      | 2     | 0     | 0     | 0     | 0        | 0     | 0     | 0        | 0           | .---  | 16    | 3.0      | 5        | 1           | 1        | 0     | 0        | 2        | 1     | 0        | 2     | 2        | 6.00     | 2.00    |
| 通算：4年 | 通算：4年 | 85    | 0     | 0     | 0     | 0        | 4     | 4     | 1        | 8           | .500  | 476   | 105.1    | 115      | 9           | 48       | 0     | 6        | 63       | 6     | 0        | 60    | 58       | 4.96     | 1.55    |

### 記録
- 初登板：2012年5月31日、対読売ジャイアンツ2回戦（東京ドーム）、7回裏に3番手で救援登板・完了、2回無失点
- 初奪三振：同上、7回裏に村田修一から空振り三振
- 初セーブ：2015年5月9日、対福岡ソフトバンクホークス6回戦（福岡ヤフオク!ドーム）、12回裏に5番手で救援登板・完了、1回無失点
- 初勝利：2015年5月12日、対オリックス・バファローズ7回戦（京セラドーム大阪）、6回裏に2番手で救援登板、1回1/3を無失点
- 初ホールド：2015年5月28日、対阪神タイガース4回戦（阪神甲子園球場）、7回裏2番手で救援登板、1回無失点

### 背番号
- 34 （2012年 - 2017年）

### 登場曲
- 「梅雨明け宣言」C&K（2012年）
- 「オーライ!」嵐（2013年 - 2017年）
- 「さぁ鐘を鳴らせ」DREAMS COME TRUE（2016年 - 2017年）